# Sharon Springs (Kansas)

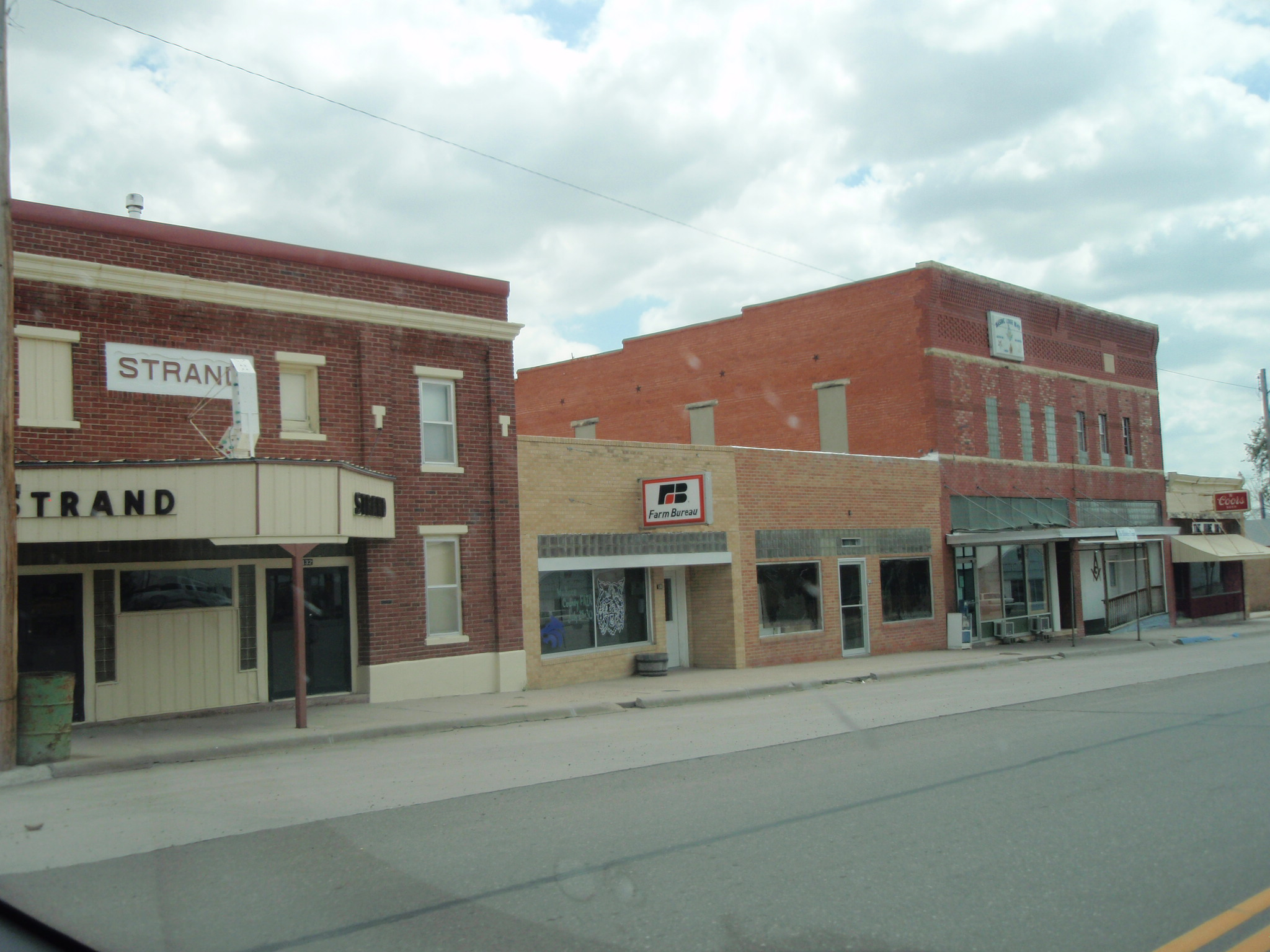
Sharon Springs

Sharon Springs – miasto w Stanach Zjednoczonych, w stanie Kansas, siedziba administracyjna hrabstwa Wallace.